# Stamnaria persoonii
Stamnaria persoonii är en svampart som först beskrevs av Jean Baptiste Mougeot, och fick sitt nu gällande namn av Karl Wilhelm Gottlieb Leopold Fuckel 1870. Stamnaria persoonii ingår i släktet Stamnaria och familjen Helotiaceae.  Arten är reproducerande i Sverige. Inga underarter finns listade i Catalogue of Life.